# Spitalul Universitar din Martin
Spitalul Universitar din Martin (în slovacă Univerzitná nemocnica Martin, acronim UNM) este un spital universitar public din Slovacia, situat în municipiul Martin, regiunea Žilina, la nord-est de capitala Bratislava. Este un spital de învățământ și reprezintă principalul spital universitar afiliat Școlii de Medicină Jessenius. Spitalul are peste 1.700 de angajați. În total, Spitalul Universitar din Martin dispune de 900 de paturi, inclusiv în toate secțiile. Directorul actual al spitalului este dr. Dušan Krkoška, M.D., PhD., MBA.

## Istorie
Regiunea Turiec (Turz), cunoscută de mult timp pentru izvoarele sale termale cu proprietăți curative, are o istorie îndelungată ca destinație pentru persoanele care suferă de diverse afecțiuni. Regele Ladislau al IV-lea al Ungariei a menționat efectele tămăduitoare ale zonei în anul 1281, iar regele Sigismund de Luxemburg a făcut același lucru în 1423. În 1532, Johannes Barbierus din Mošovce a devenit primul medic permanent stabilit aici, iar mai târziu, în 1680, iezuiții au înființat o farmacie monahală la fața locului.

### 1888-1945: Război și epidemii
Spitalul actual, însă, nu a fost finalizat decât în anul 1888; după un proces îndelungat, activitatea medicală a început abia în 1889. Spitalul se confrunta cu o lipsă cronică de medici calificați, iar paturile disponibile erau insuficiente. Cu toate acestea, în doar câțiva ani, peste 200 de pacienți erau tratați anual, majoritatea suferind de afecțiuni pulmonare și digestive. În 1892, o epidemie de holeră a lovit regiunea, iar această criză, alături de izbucniri recurente de tuberculoză, a impus construirea unor noi secții pentru pacienții cu boli infecțioase.
În timpul Primului Război Mondial, Spitalul din Martin a fost transformat într-un spital militar auxiliar și folosit pentru tratarea soldaților răniți. Pe măsură ce războiul a progresat și numărul pacienților a crescut, spitalul a trecut printr-o extindere rapidă pentru a-i putea acomoda. După încheierea războiului, odată cu creșterea populației, a fost din nou necesară extinderea instituției, astfel că în 1923 a fost construit un nou pavilion chirurgical. Totuși, din cauza insuficienței continue a paturilor, autoritățile au fost nevoite să achiziționeze locuințe private adiacente pentru a atenua lipsa de spațiu. În anul 1934 a fost finalizat și Departamentul de Ginecologie.
Anii celui de-al Doilea Război Mondial au adus din nou utilizarea spitalului ca spital de rezervă militar, dar și construirea secțiilor de pediatrie și otorinolaringologie. În ciuda faptului că toți medicii cehi și evrei au fost concediați, spitalul a rămas funcțional pe toată durata războiului.

### 1945-prezent
Ca urmare a războiului, spitalul din Martin a suferit daune serioase. Consecințele luptelor și-au pus amprenta, iar clădirile aveau nevoie de reparații structurale semnificative. De asemenea, devenise necesar să se suplinească lipsa de materiale medicale și tehnice. Dr. Ján Longauer a devenit noul director, iar lucrurile au început să se îmbunătățească. O nouă generație de medici a sosit, contribuind la creșterea prestigiului profesional și social al spitalului. Unul dintre acești medici a fost Dr. Vladimír Galanda, care a dezvoltat în Turiec un nivel ridicat de îngrijire medicală pentru copii. Un alt medic important a fost părintele chirurgiei cardiace moderne din Cehoslovacia, Pavol Steiner, care a realizat la Martin prima operație pe cord deschis din Slovacia. Până în anii 1960, spitalul din Martin devenise un spital universitar care deservea studenții la medicină de la Școala de Medicină Jessenius, aflată de asemenea în Martin, iar noi departamente au fost adăugate în mod constant.

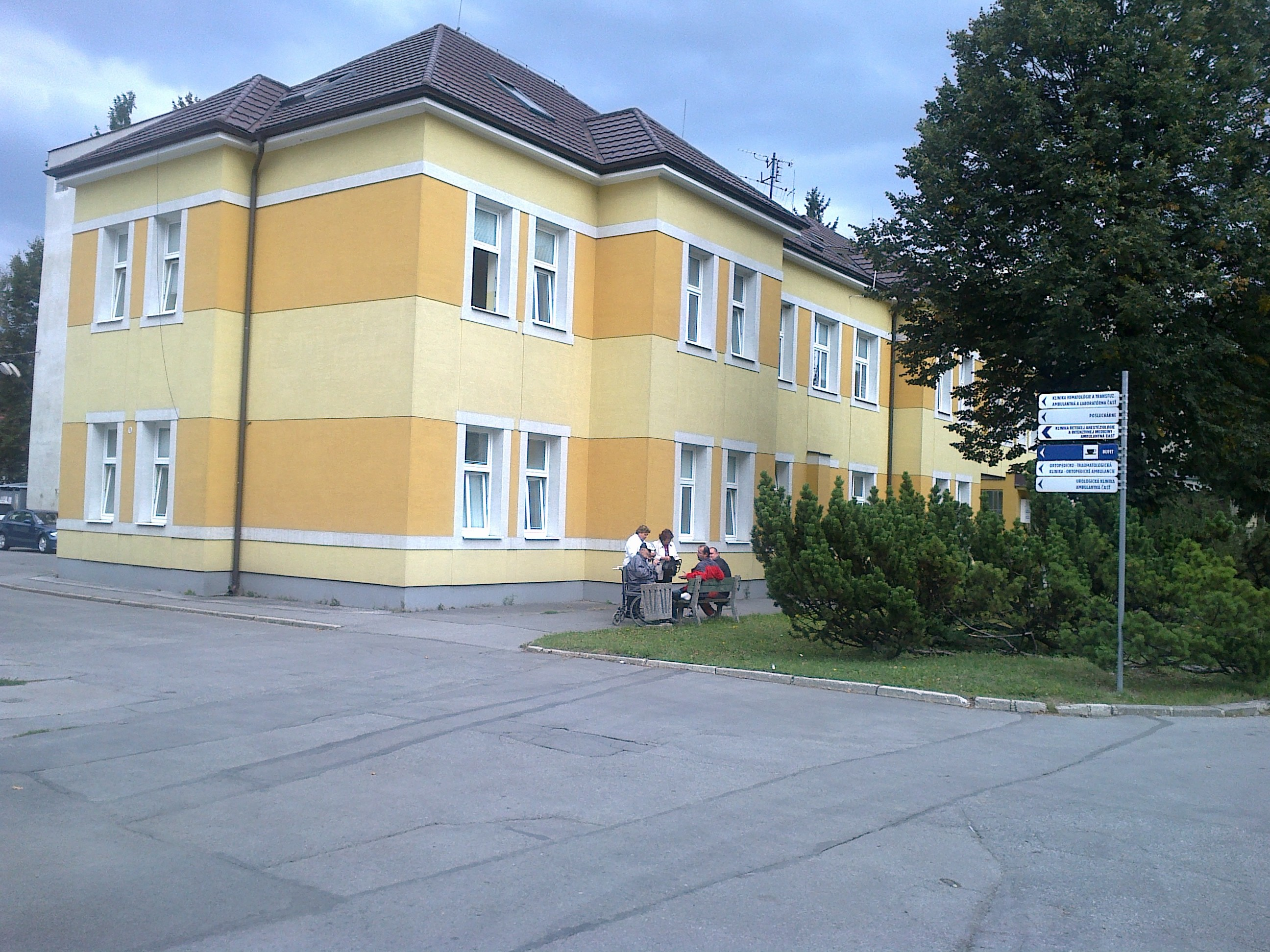
Departamentul de Stomatologie

În 1992 au fost înființate mai multe unități, inclusiv o secție separată de Neonatologie, un Departament de Boli Tropicale, un Departament de Gastroenterologie, un Departament de Parazitologie și un Departament de Oncologie Clinică. Un an mai târziu, clinica ORL și-a schimbat denumirea în Departamentul de Otorinolaringologie, deoarece nu mai făcea parte din Clinica de Chirurgie, Chirurgie Pediatrică și Neurochirurgie. Clinica de Dermatologie a fost redenumită în Departamentul de Dermatologie, iar Clinica de Obstetrică și Ginecologie a devenit Departamentul de Obstetrică și Ginecologie. Departamentul de Anestezie și Reanimare a fost redenumit în 1996 în Departamentul de Anesteziologie și Medicină de Terapie Intensivă.
La începutul anului 2002 au avut loc schimbări în predarea medicinei de bază. Centrele de formare pentru studenții la medicină în chirurgie pediatrică, medicină sportivă, neonatologie și Departamentul de Biochimie Clinică au devenit clinici separate. De-a lungul anilor, spitalul a trecut printr-un amplu proces de modernizare, inclusiv construirea unui nou departament chirurgical finalizat în 2011. În septembrie 2012, Clinica de Oftalmologie a realizat prima implantare de cristalin intraocular din Slovacia, tratând cu succes doi pacienți cu cataractă. În iulie 2010, spitalul și-a schimbat oficial denumirea din Spitalul Facultății Martin în Spitalul Universitar Martin. Această schimbare de nume a subliniat rolul spitalului ca instituție de învățământ, afiliată la Școala de Medicină Jessenius din Martin, și i-a consolidat statutul de spital universitar. Schimbarea de denumire a reflectat, de asemenea, contribuțiile continue ale spitalului la educația medicală și rolul său în furnizarea de servicii de îngrijire medicală avansată. 

## Medici notabili
- Pavol Steiner (1908–1969), jucător olimpic de polo pe apă, înotător și chirurg cardiac